# North Huish
North Huish – wieś i civil parish w Anglii, w Devon, w dystrykcie South Hams. W 2011 civil parish liczyła 393 mieszkańców. North Huish jest wspomniana w Domesday Book (1086) jako Hewis. W obszar parish council wchodzą także Avonwick, California Cross, Charford, Gara Bridge, Horsebrook i Lupridge.